# 데가와 테츠로

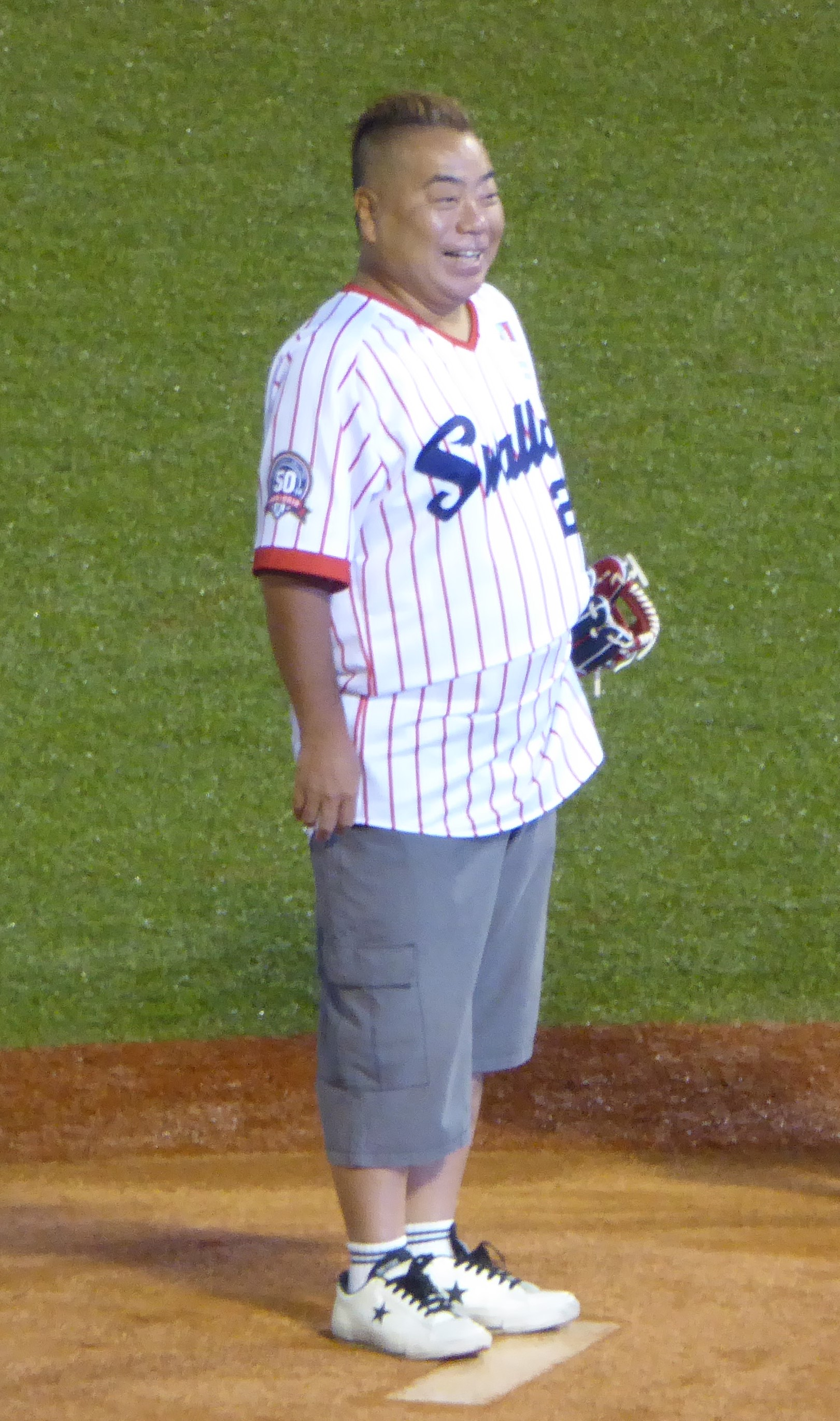

데가와 테츠로(일본어: 出川 哲朗 でがわ てつろう[*], 1964년 2월 13일 ~ )는 일본의 남성 코미디언으로, 요코하마시 출신이다.

## 같이 보기
- 우치무라 테루요시